# Кубок Альп 1974
Кубок Альп 1974 — 14-й розыгрыш Кубка Альп. В нём принимали участие восемь команд из Франции и Швейцарии.
Победу в соревновании одержал швейцарский клуб «Янг Бойз», который в финале обыграл «Базель» со счётом 2:1.

## Групповой этап

### Группа A
| М | Команда      | И | В | Н | П | МЗ | МП | РМ | О |
| - | ------------ | - | - | - | - | -- | -- | -- | - |
| 1 | Базель       | 4 | 2 | 1 | 1 | 9  | 6  | +3 | 5 |
| 2 | Олимпик Лион | 4 | 2 | 1 | 1 | 7  | 7  | 0  | 5 |
| 3 | Лозанна      | 4 | 1 | 1 | 2 | 7  | 8  | −1 | 3 |
| 4 | Ним          | 4 | 1 | 1 | 2 | 7  | 9  | −2 | 3 |

Команды получали по одному дополнительному очку за победу с разницей в 3 и более мячей.
| 13 июля 1974 1 тур | Базель      | 1:1        | Олимпик Лион | Базель                                                |
| 20:00 CET | Ф. Вирт 54′ | (протокол) | Манейро 41′  | Стадион: Санкт-Якоб Зрителей: 2200 Судья: Робер Эльес |
| Базель: Марсель Кунц, Вальтер Мундшин, Петер Рамзайер, Пауль Фишли (46' Алекс Вирт), Йёрг Штолер, Маркус Таннер, Артур фон Вартбург, Отто Демармельс, Вальтер Бальмер (68' Роланд Шёненбергер), Оттмар Хитцфельд, Фриц Вирт Олимпик Лион: Ив Шово, Раймон Доменек, Жан Цуанг, Робер Валет, Бернар Ломм, Эме Жаке (79' Патрик Пайо), Ильдо Манейро, Флёри Ди Налло, Серж Кьеза, Бернар Лакомб, Ив Марьо |             |            |              |                                                       |

| 13 июля 1974 1 тур | Лозанна | 1:0     | Ним       | Лозанна                                                        |
| 20:30 CET | Рюб 43′ | (отчёт) | Жирар 24' | Стадион: Олимпик де ла Понтез Зрителей: 2200 Судья: Робер Вюрц |
| Лозанна: Эрих Бургенер, Роже Пиккан, Жаки Дюкре, Жорж Вюйёмье, Жан-Поль Луаша, Пьер-Альбер Шапюиза, Бранко Кленковский, Филипп Маре (46' Хосе Альварес), Роже Вержер (13' Роже Хоштеттлер), Жан-Робер Рюб, Петер Трабер Ним: Жерар Мартинелли, Даниель Санлавиль, Бернар Буассье, Анри Оже, Андре Кабиль, Рене Жирар (32' Марсель Буарон), Робер Пентена, Мишель Мези (46' Йосип Пирмаер), Лоран Пеллекюэр, Франсуа Феликс, Серж Делламор |         |         |           |                                                                |

| 20 июля 1974 2 тур | Ним                        | 2:4        | Базель                              | Ним                                               |
| 20:30 CET | Пирмаер 36′ · Делламор 80′ | (протокол) | Нильсен 14′ 64′ 86′ · Хитцфельд 22′ | Стадион: Жан Буэн Зрителей: 1517 Судья: Жан Дюбаш |
| Ним: Луи Ланди, Бернар Буассье, Жан-Клод Мит, Даниель Санлавиль, Андре Кабиль, Рене Жирар, Мишель Мези, Марк-Каньян Каз, Лоран Пеллекюэр, Йосип Пирмаер, Робер Пентена, (Марсель Буарон), (Серж Делламор) Базель: Ханс Мюллер, Вальтер Мундшин, Алекс Вирт, Пауль Фишли, Йёрг Штолер, Эйгиль Нильсен, Карл Одерматт, Артур фон Вартбург, Отто Демармельс, Вальтер Бальмер, Оттмар Хитцфельд |                            |            |                                     |                                                   |

| 20 июля 1974 2 тур | Олимпик Лион                           | 3:2     | Лозанна                    | Лион                                               |
| 20:30 CET | Манейро 52′ · Кьеза 54′ · Ди Налло 64′ | (отчёт) | Маре 67′ · Кленковский 86′ | Стадион: Жерлан Зрителей: 1800 Судья: Эрнест Гинье |
| Олимпик Лион: Жан-Клод Шемье, Раймон Доменек, Любомир Михайлович, Бернар Ломм, Ильдо Манейро, Эме Жаке (Патрик Пайо), Ален Шазаль, Флёри Ди Налло, Бернар Лакомб, Серж Кьеза, Ив Марьо Лозанна: Эрих Бургенер, Роже Пиккан, Жорж Вюйёмье, Роже Хоштеттлер, Жан-Поль Луаша, Пьер-Альбер Шапюиза, Бранко Кленковский, Филипп Маре (67' Хосе Альварес), Пьер-Андре Дзаппелла, Жан-Робер Рюб, Петер Трабер |                                        |         |                            |                                                    |

| 23 июля 1974 3 тур | Ним                                 | 3:3     | Лозанна                            | Ним                                                 |
| 20:30 CET | Делламор 29′ · Феликс 47′ · Каз 57′ | (отчёт) | Рюб 31′ · Дзаппелла 42′ · Маре 77′ | Стадион: Жан Буэн Зрителей: 2500 Судья: Поль Юльдри |
| Ним: Жерар Мартинелли, Бернар Буассье, Анри Оже, Даниель Санлавиль, Андре Кабиль, Рене Жирар (Хайнц Шильхер), Мишель Мези, Марк-Каньян Каз, Луизиньо (Йосип Пирмаер), Франсуа Феликс, Серж Делламор Лозанна: Эрих Бургенер, Роже Пиккан, Роже Хоштеттлер, Жорж Вюйёмье, Жан-Поль Луаша, Бранко Кленковский (Хосе Альварес), Пьер-Альбер Шапюиза, Пьер-Андре Дзаппелла, Филипп Маре, Жан-Робер Рюб (Таркини), Петер Трабер |                                     |         |                                    |                                                     |

| 23 июля 1974 3 тур | Олимпик Лион | 1:3                | Базель                                    | Лион                                                   |
| 20:30 CET | Лакомб 7′    | (протокол) (отчёт) | Штолер 8′ · Бальмер 13′ · Шёненбергер 64′ | Стадион: Жерлан Зрителей: 2223 Судья: Андре Лонгаретти |
| Олимпик Лион: Ив Шово, Раймон Доменек, Робер Валет, Любомир Михайлович, Альбер Доменек, Робер Каккьони, Ильдо Манейро, Флёри Ди Налло, Мишель Майяр, Бернар Лакомб, Ив Марьо Базель: Ханс Мюллер, Петер Рамзайер, Вальтер Мундшин, Пауль Фишли, Йёрг Штолер, Карл Одерматт, Артур фон Вартбург, Маркус Таннер, Вальтер Бальмер, Оттмар Хитцфельд, Роланд Шёненбергер |              |                    |                                           |                                                        |

| 27 июля 1974 4 тур | Базель      | 1:2        | Ним                                      | Базель                                               |
| 20:00 CET | Нильсен 74′ | (протокол) | Жирар 35′ · Делламор 64′ · Санлавиль 65' | Стадион: Санкт-Якоб Зрителей: 3400 Судья: Роже Машен |
| Базель: Ханс Мюллер, Йёрг Штолер, Петер Рамзайер, Пауль Фишли, Алекс Вирт, Карл Одерматт, Артур фон Вартбург, Эйгиль Нильсен, Отто Демармельс, Вальтер Бальмер, Фриц Вирт Ним: Луи Ланди, Рёмер (46' Даниель Санлавиль), Хайнц Шильхер, Андре Кабиль, Жан-Клод Мит, Анри Оже (75' Робер Пентена), Йосип Пирмаер, Рене Жирар, Марк-Каньян Каз, Франсуа Феликс, Серж Делламор |             |            |                                          |                                                      |

| 27 июля 1974 4 тур | Лозанна                   | 1:2     | Олимпик Лион                        | Лозанна                                                              |
| | Кленковский 44′ · Шапюиза | (отчёт) | Лакомб 20′ · Ди Налло 60′ · Доменек | Стадион: Олимпик де ла Понтез Зрителей: 3500 Судья: Мишель Китабджан |
| Лозанна: Эрих Бургенер, Роже Хоштеттлер (46' Роже Вержер), Жан-Поль Луаша, Жаки Дюкре, Жорж Вюйёмье, Бранко Кленковский, Роже Пиккан, Пьер-Андре Дзаппелла, Жан-Робер Рюб, Пьер-Альбер Шапюиза, Петер Трабер Олимпик Лион: Жан-Клод Шемье, Раймон Доменек, Любомир Михайлович (75' Патрик Пайо), Робер Валет, Бернар Ломм, Робер Каккьони, Ильдо Манейро, Мишель Майяр, Бернар Лакомб, Флёри Ди Налло, Ален Шазаль |                           |         |                                     |                                                                      |

### Группа B
| М | Команда  | И | В | Н | П | МЗ | МП | РМ | О |
| - | -------- | - | - | - | - | -- | -- | -- | - |
| 1 | Янг Бойз | 4 | 3 | 0 | 1 | 8  | 4  | +4 | 6 |
| 2 | Реймс    | 4 | 2 | 1 | 1 | 10 | 7  | +3 | 6 |
| 3 | Серветт  | 4 | 1 | 2 | 1 | 5  | 8  | −3 | 4 |
| 4 | Мец      | 4 | 0 | 1 | 3 | 2  | 6  | −4 | 1 |

Команды получали по одному дополнительному очку за победу с разницей в 3 и более мячей.
| 13 июля 1974 1 тур | Мец | 0:1     | Серветт     | Тьонвиль                                                                   |
| |     | (отчёт) | Петрович 8′ | Стадион: Стад Омниспор де Гантранж Зрителей: 1500 Судья: Бруно Делла Бруна |
| Мец: Жоэль Мюллер... Серветт: Альдо Бриньоло, Марк Шнидер, Кристиан Моргенегг, Ульрих Вегман (85' Хосе Сапико), Жильбер Гюйо, Жан-Люк Мартен, Франко Марки, Жерар Кастелла, Ханс-Йёрг Пфистер, Клод Андре, Миодраг Петрович |     |         |             |                                                                            |

| 13 июля 1974 1 тур                                                                                               | Реймс                                     | 3:2        | Янг Бойз                         | Реймс                                                 |
| | Ришар 34′ · Равье 70′ · Бьянки 72′ (пен.) | (протокол) | Лойцингер 82′ · Шильд 86′ (пен.) | Стадион: Огюст Делон Зрителей: 3780 Судья: Андре Фавр |
| Реймс: Даниель Равье, Ален Ришар, Карлос Бьянки... Янг Бойз: Мартин Трюмплер, Ханспетер Шильд, Йост Лойцингер... |                                           |            |                                  |                                                       |

| 20 июля 1974 2 тур | Янг Бойз          | 2:1     | Мец                    | Берн                                                 |
| 20:15 CET | Лойцингер 54′ 78′ | (отчёт) | Тота 11′ · Кустийе 75' | Стадион: Ванкдорф Зрителей: 2200 Судья: Рене Вильяни |
| Янг Бойз: Вальтер Айхенбергер, Рольф Фёгели, Хайнц Ребман, Мартин Трюмплер, Жан-Клод Брюттен, Ян Андерсен, Урс Зигенталер (46' Роже Корменбёф), Ханспетер Шильд, Жан-Мари Конц, Марсель Корньоле (46' Якоб Брехбюль), Йост Лойцингер Мец: Патрик Барт, Фернан Яйц (65' Жоэль Мюллер), Мишель Болье, Жоэль Дельпьер, Жаки Периньон, Андре Кустийе, Ролан Вебер, Жан-Филипп Деон, Дени Матьё, Андре Тота, Марсель Ди Доменико |                   |         |                        |                                                      |

| 20 июля 1974 2 тур | Серветт                               | 3:3        | Реймс                   | Женева                                                     |
| 20:30 CET | Баррикан 63′ · Пфистер 79′ · Гюйо 84′ | (протокол) | Бьянки 9′ · Лек 43′ 50′ | Стадион: Стад-де-Шармиль Зрителей: 4000 Судья: Робер Эльес |
| Серветт: Дени де Блервиль, Марк Шнидер, Кристиан Моргенегг, Жильбер Гюйо, Жан-Люк Мартен, Хосе Сапико, Франко Марки, Жерар Кастелла, Ханс-Йёрг Пфистер, Франц Баррикан (78' Клод Андре), Миодраг Петрович (14' Юрген Зундерман) Реймс: Марсель Обур, Рене Маскло, Жан-Франсуа Жодар, Сесар Ларенье, Жан-Пьер Брюкато, Ришар Кравчик, Даниель Равье, Ален Ришар, Карлос Бьянки, Бернар Лек, Дидье Симон |                                       |            |                         |                                                            |

| 23 июля 1974 3 тур | Янг Бойз          | 2:0     | Реймс | Берн                                                     |
| 20:15 CET | Лойцингер 32′ 85′ | (отчёт) |       | Стадион: Ванкдорф Зрителей: 3100 Судья: Мишель Китабджан |
| Янг Бойз: Вальтер Айхенбергер, Рольф Фёгели, Хайнц Ребман, Мартин Трюмплер, Жан-Клод Брюттен (44' Эрнст Шмоккер), Ян Андерсен, Роже Корменбёф, Ханспетер Шильд, Жан-Мари Конц, Марсель Корньоле (63' Якоб Брехбюль), Йост Лойцингер Реймс: Марсель Обур, Сесар Ларенье, Рене Маскло, Режис Дюран, Жан-Франсуа Жодар, Жак Робер, Роберто Сивика (44' Даниель Равье), Ришар Кравчик (46' Жан-Пьер Брюкато), Ален Ришар, Карлос Бьянки, Дидье Симон |                   |         |       |                                                          |

| 23 июля 1974 3 тур | Серветт   | 1:1     | Мец                     | Женева                                                      |
| 20:30 CET | Марки 72′ | (отчёт) | Кустийе 42' · Матьё 89′ | Стадион: Стад-де-Шармиль Зрителей: 4400 Судья: Ашиль Вербек |
| Серветт: Альдо Бриньоло, Жан-Люк Мартен, Кристиан Моргенегг, Ульрих Вегман (46' Клод Андре), Жильбер Гюйо, Хосе Сапико, Ханс-Йёрг Пфистер, Марк Шнидер, Франц Баррикан, Даниель Конюс (60' Франко Марки), Жерар Кастелла Мец: Патрик Барт, Мишель Болье, Жаки Периньон, Фернан Яйц, Жоэль Дельпьер, Жан-Филипп Деон (79' Даниель Женни), Доминик Кюперли, Андре Кустийе, Дени Матьё, Андре Тота, Марсель Ди Доменико (79' Жоэль Мюллер) |           |         |                         |                                                             |

| 27 июля 1974 4 тур | Реймс                            | 4:0        | Серветт | Реймс                                                          |
| | Бьянки 25′ 53′ 60′ · Кравчик 57′ | (протокол) |         | Стадион: Огюст Делон Зрителей: 4315 Судья: Вальтер Хунгербюлер |
| Реймс: Марсель Обур, Рене Маскло, Жан-Франсуа Жодар, Сесар Ларенье, Жан-Пьер Брюкато, Даниель Равье, Ришар Кравчик, Ален Ришар, Карлос Бьянки, Бернар Лек, Дидье Симон (60' Игнасио Пенья) Серветт: Дени де Блервиль, Марк Шнидер, Жан-Люк Мартен, Жильбер Гюйо, Кристиан Моргенегг, Франко Марки, Юрген Зундерман, Пьер Дютуа, Франц Баррикан (46' Жерар Кастелла), Клод Андре, Миодраг Петрович (60' Хосе Сапико) |                                  |            |         |                                                                |

| 27 июля 1974 4 тур | Мец | 0:2     | Янг Бойз                      | Тьонвиль                                                            |
| |     | (отчёт) | Мументалер 35′ · Мессерли 77′ | Стадион: Стад Омниспор де Гантранж Зрителей: 3000 Судья: Рене Матьё |
| Мец: Патрик Барт, Фернан Яйц, Мишель Болье, Марк Растоль, Жаки Периньон, Жоэль Дельпьер, Андре Кустийе, Бернар Зенье (76' Жоэль Мюллер), Дени Матьё (46' Жан-Филипп Деон), Нико Браун, Андре Тота Янг Бойз: Вальтер Айхенбергер, Рольф Фёгели, Хайнц Ребман, Мартин Трюмплер, Эрнст Шмоккер, Ян Андерсен, Роже Корменбёф (70' Отто Мессерли), Ханспетер Шильд, Жан-Мари Конц, Серж Мументалер (70' Якоб Брехбюль), Марсель Корньоле |     |         |                               |                                                                     |

## Финал
| Команда 1 | Счёт | Команда 2 |
| --------- | ---- | --------- |
| Базель    | 1:2  | Янг Бойз  |

| Базель     | 1:2                | Янг Бойз             |
| ---------- | ------------------ | -------------------- |
| Штолер 37′ | (отчёт) (протокол) | Конц 78′ · Шильд 83′ |

|                  |   |                    |  |     |
|                  |   |                    |  |     |
| Вр               | 1 | Ханс Мюллер        |  |     |
| Защ              | ? | Вальтер Мундшин    |  |     |
| Защ              | ? | Петер Рамзайер     |  |     |
| Защ              | ? | Пауль Фишли        |  |     |
| Защ              | ? | Йёрг Штолер        |  | 58' |
| ПЗ               | ? | Отто Демармельс    |  |     |
| ПЗ               | ? | Карл Одерматт      |  |     |
| ПЗ               | ? | Эйгиль Нильсен     |  |     |
| Нап              | ? | Вальтер Бальмер    |  | 46' |
| Нап              | ? | Оттмар Хитцфельд   |  |     |
| Нап              | ? | Маркус Таннер      |  |     |
| Запасные:        |   |                    |  |     |
| Нап              | ? | Фриц Вирт          |  | 46' |
| ПЗ               | ? | Артур фон Вартбург |  | 58' |
| Главный тренер:  |   |                    |  |     |
| Хельмут Бентхаус |   |                    |  |     |

|                 |   |                     |     |     |
|                 |   |                     |     |     |
| Вр              | 1 | Вальтер Айхенбергер | 89' |     |
| Защ             | ? | Рольф Фёгели        |     |     |
| Защ             | ? | Хайнц Ребман        |     |     |
| Защ             | ? | Мартин Трюмплер     |     |     |
| Защ             | ? | Эрнст Шмоккер       |     | 61' |
| ПЗ              | ? | Ян Андерсен         |     |     |
| ПЗ              | ? | Ханспетер Шильд     |     |     |
| ПЗ              | ? | Жан-Мари Конц       |     |     |
| Нап             | ? | Жан-Клод Брюттен    |     |     |
| Нап             | ? | Йост Лойцингер      |     |     |
| Нап             | ? | Марсель Корньоле    |     | 46' |
| Запасные:       |   |                     |     |     |
| Защ             | ? | Якоб Брехбюль       |     | 46' |
| ПЗ              | ? | Отто Мессерли       |     | 61' |
| Главный тренер: |   |                     |     |     |
| Курт Линдер     |   |                     |     |     |

## Лучшие бомбардиры
| № | Игрок          | Команда  | Голы |
| - | -------------- | -------- | ---- |
| 1 | Карлос Бьянки  | Реймс    | 5    |
| = | Йост Лойцингер | Янг Бойз | 5    |
| 3 | Эйгиль Нильсен | Базель   | 4    |
| 4 | Серж Делламор  | Ним      | 3    |